# Fratello Voodoo
Fratello Voodoo (Brother Voodoo) è un personaggio dei fumetti creato da Len Wein e Gene Colan, pubblicato dalla Marvel Comics. Nella caratterizzazione del personaggio hanno partecipato anche John Romita Sr., Roy Thomas & John Romita Sr. La sua prima apparizione risale a Strange Tales n. 169 (settembre 1973).

## Biografia del personaggio
Tornato alla sua nativa Haiti (è nato a Port-au-Prince), dopo ben dodici anni passati in America a studiare psicologia, Jericho Drumm scopre che suo fratello, Daniel, lo stregone locale, è in fin di vita, vittima di riti voodoo che hanno a che fare con il dio serpente meglio noto come Damballah. Prima di morire, comunque, Daniel chiede a suo fratello di visitare Papa Jambo. Jericho visita Papa Jambo e diventa suo studente; dopo alcune settimane di intenso studio, Jericho diventa bravo nelle arti magiche e nei riti voodoo, al pari di suo fratello Daniel. Inoltre Papa Jambo, grazie ad un rito, evoca lo spirito di Daniel Drumm e lo trasferisce dentro il corpo di Jericho. Dopodiché Papa Jambo muore. Jericho inizia, così, a combattere contro il sistema e la chiesa, che ha cambiato nome in onore al loro nuovo "dio" Damballah, e ai suoi nuovi culti. Grazie all'aiuto dello spirito di Daniel, che si trasferisce momentaneamente nel corpo di uno dei membri della setta del dio serpente, Jericho riesce a strappare dal suo collo la collana che dona il potere a Damballah. Riuscito a distruggere il dio serpente, Jericho può diventare il nuovo stregone supremo e campione della sua nativa Haiti. E decide di adottare il soprannome di "Fratello Voodoo". Nel corso della sua vita ha incrociato e combattuto numerosi nemici tra i quali gli zombie creati dall'AIM. Ma ha anche aiutato numerosi supereroi come l'Uomo Ragno, Moon Knight e Licantropus. Più di una volta, a causa di Damballah, Jericho è persino diventato cattivo e solo l'aiuto di Dottor Strange è riuscito a farlo tornare come prima. Durante Civil War decide di registrarsi, nonostante non sia del tutto favorevole.
Durante il Dark Reign, Jericho si è scontrato con Hood mentre era posseduto dall'entità demoniaca Dormammu. Nello scontro, è riuscito a privare Hood dei suoi poteri.

### Mago Supremo
Dopo l'abdicazione del Dottor Strange, Jericho viene scelto dall'occhio di Agamotto per essere il nuovo Mago Supremo della Terra con il nome di Dottor Voodoo. Insieme ai Nuovi Vendicatori combatte il Vishanti Agamotto, che voleva recuperare l'artefatto da lui creato, l'Occhio di Agamotto, per poter guadagnare il potere di governare la Terra. Nel tentativo di fermare il potente avversario, Jericho si sacrifica perdendo la vita e lasciando il pianeta di nuovo senza Stregone Supremo.

### Axis
Grazie ad un patto faustiano del Dottor Destino, Jericho Drumm torna in vita giusto in tempo per fermare Scarlet. Drumm riesce a possedere il corpo di Wanda abbastanza a lungo da lanciare nuovamente l'incantesimo di inversione e riportare gli eroi alla normalità.

## Poteri e abilità
Jericho è in grado, in quanto esponente della Magia Voodo, di utilizzare numerose abilità sovrannaturali, tra le quali ricordiamo:
- Manipolazione e Resistenza del Fuoco: come un vero pirocineta, Jericho è in grado di manipolare a piacimento le fiamme per creare proiettili incandescenti, vampe di calore, muri infuocati eccetera. Inoltre, entrando in uno stato di semi-trance, Jericho può resistere ad enormi quantità di calore senza bruciare oppure percepirlo;
- Creazione di Fumo Mistico: Jericho può creare un fumo mistico che gli fornisce una perfetta copertura, oppure usarlo per intossicare i nemici portandoli all'asfissia, nonché sfruttare il fumo per distruggere costrutti magici creati da altri stregoni;
- Possessione: Jericho può manipolare gli spiriti Loa - oppure lo spirito di suo fratello stesso - e mandarli ad occupare corpi altrui, in modo da sottometterli completamente alla propria volontà. Può estendere quest'abilità anche a piante (anche se non ama farlo, in quanto le piante sono incapaci di muoversi) od animali di ogni genere;
- Superforza: Jericho è in grado di sollevare di norma 250 libbre (113,398 kg), ma richiamando a sé lo spirito di suo fratello e fondendosi con esso può raggiungere la capacità di sollevarne 500 (226,796 kg).

In seguito alla proclamazione come Stregone Supremo, è in grado di utilizzare tutti i poteri e le abilità tipiche di Dottor Strange, oltre ad aver ricevuto tutti gli oggetti dello Stregone Supremo come, ad esempio, l'Occhio di Agamotto e la cappa di levitazione.